# Tuffi ai III Giochi europei
Le gare di tuffi ai III Giochi europei sono state disputate a Rzeszów in Polonia dal 22 al 28 giugno 2023. Per la prima volta le gare dei Giochi valevano contestualmente anche come 8ª edizione dei campionati europei di tuffi. Le gare sono state valide per le qualificazioni ai Giochi olimpici estivi di Parigi 2024.

## Podi

### Uomini
| Evento                     | Oro                                   | Perform. | Argento                                           | Perform. | Bronzo                                  | Perform. |
| Tuffi individuali          |                                       |          |                                                   |          |                                         |          |
| Trampolino 1m (dettagli)   | Ross Haslam                           | 422,95   | Alexis Jandard                                    | 411,50   | Lorenzo Marsaglia                       | 410,55   |
| Trampolino 3m (dettagli)   | Moritz Wesemann                       | 465,40   | Jules Bouyer                                      | 440,15   | Alexis Jandard                          | 430,70   |
| Piattaforma 10m (dettagli) | Timo Barthel                          | 435,40   | Robbie Lee                                        | 413,20   | Riccardo Giovannini                     | 411,20   |
| Tuffi sincronizzati        |                                       |          |                                                   |          |                                         |          |
| Trampolino 3m (dettagli)   | Ucraina Oleh Kolodij Danylo Konovalov | 410,16   | Italia Lorenzo Marsaglia Giovanni Tocci           | 402,66   | Francia Jules Bouyer Alexis Jandard     | 394,92   |
| Piattaforma 10m (dettagli) | Ucraina Kirill Boliuch Oleksij Sereda | 398,70   | Italia Riccardo Giovannini Eduard Timbretti Gugiu | 388,83   | Gran Bretagna Ben Cutmore Matthew Dixon | 372,69   |

### Donne
| Evento                     | Oro                                               | Perform. | Argento                                  | Perform. | Bronzo                                          | Perform. |
| Tuffi individuali          |                                                   |          |                                          |          |                                                 |          |
| Trampolino 1m (dettagli)   | Michelle Heimberg                                 | 273,25   | Emilia Nilsson Garip                     | 273,10   | Grace Reid                                      | 266,90   |
| Trampolino 3m (dettagli)   | Chiara Pellacani                                  | 321,45   | Emilia Nilsson Garip                     | 316,60   | Michelle Heimberg                               | 306,70   |
| Piattaforma 10m (dettagli) | Eden Cheng                                        | 331,60   | Christina Wassen                         | 330,95   | Sarah Jodoin Di Maria                           | 320,10   |
| Tuffi sincronizzati        |                                                   |          |                                          |          |                                                 |          |
| Trampolino 3m (dettagli)   | Gran Bretagna Desharne Bent-Ashmeil Amy Rollinson | 279,90   | Germania Lena Hentschel Jana Lisa Rother | 276,33   | Italia Elena Bertocchi Chiara Pellacani         | 273,69   |
| Piattaforma 10m (dettagli) | Germania Christina Wassen Elena Wassen            | 297.72   | Ucraina Ksenija Bajlo Sofia Esman        | 274,68   | Spagna Valeria Antolino Ana Carvajal San Miguel | 261,48   |

### Misti
| Evento                      | Oro                                                                     | Perform. | Argento                                                                                | Perform. | Bronzo                                                                 | Perform. |
| Tuffi sincronizzati         |                                                                         |          |                                                                                        |          |                                                                        |          |
| Trampolino 3m (dettagli)    | Italia Chiara Pellacani Matteo Santoro                                  | 291,39   | Gran Bretagna Grace Reid James Heatly                                                  | 283,89   | Svezia Emilia Nilsson Garip Elias Petersen                             | 282,60   |
| Piattaforma 10m (dettagli)  | Ucraina Ksenija Bajlo Kirill Boliuch                                    | 322,68   | Germania Elena Wassen Alexander Lube                                                   | 306,12   | Italia Sarah Jodoin Di Maria Eduard Timbretti Gugiu                    | 283,14   |
| Evento a squadre            |                                                                         |          |                                                                                        |          |                                                                        |          |
| Evento a squadre (dettagli) | Ucraina Ksenija Bajlo Danylo Konovalov Hanna Pys'mens'ka Oleksij Sereda | 438,30   | Italia Sarah Jodoin Di Maria Lorenzo Marsaglia Chiara Pellacani Eduard Timbretti Gugiu | 398,25   | Spagna Valeria Antolino Alberto Arévalo Rocio Velázquez Carlos Camacho | 381,45   |

## Medagliere
| Pos.   | Paese         | Oro | Argento | Bronzo | Totale |
| ------ | ------------- | --- | ------- | ------ | ------ |
| 1      | Ucraina       | 4   | 1       | 0      | 5      |
| 2      | Germania      | 3   | 3       | 0      | 6      |
| 3      | Gran Bretagna | 3   | 2       | 2      | 7      |
| 4      | Italia        | 2   | 3       | 5      | 10     |
| 5      | Svizzera      | 1   | 0       | 1      | 2      |
| 6      | Francia       | 0   | 2       | 2      | 4      |
| 7      | Svezia        | 0   | 2       | 1      | 3      |
| 8      | Spagna        | 0   | 0       | 2      | 2      |
| Totale | Totale        | 13  | 13      | 13     | 39     |